# Нікельково
Нікельково (пол. Nikielkowo, нім. Nickelsdorf) — село в Польщі, у гміні Барчево Ольштинського повіту Вармінсько-Мазурського воєводства.
Населення — 424 особи (2011).
У 1975-1998 роках село належало до Ольштинського воєводства.

## Демографія
Демографічна структура станом на 31 березня 2011 року:
|          | Загалом | Допрацездатний вік | Працездатний вік | Постпрацездатний вік |
| -------- | ------- | ------------------ | ---------------- | -------------------- |
| Чоловіки | 203     | 41                 | 146              | 16                   |
| Жінки    | 221     | 63                 | 129              | 29                   |
| Разом    | 424     | 104                | 275              | 45                   |